# Pseudostrzępka

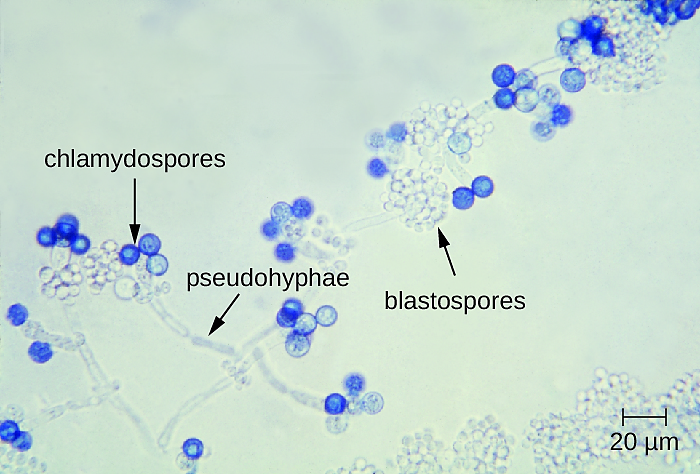
Pseudostrzępki Candida

Pseudostrzępka, nibystrzępka, strzępka rzekoma (łac. pseudohypha, l.mn. pseudohyphae) – struktura podobna do strzępki, a w istocie będąca wydłużoną blastosporą (blastokonidium), czyli zarodnikiem bezpłciowym. Pseudostrzępki występują u drożdży i grzybów drożdżopodobnych, często tworzą je np. gatunki z rodzaju Candida.
Pseudostrzępki były ważną cechą taksonomiczną umożliwiająca rozróżnienie rodzaju Candida od rodzaju Torulopsis, który zasadniczo nie tworzy pseudostrzępek. Jednakże okazało się, że niektóre gatunki Candida tworzą kilka pseudostrzępek, niektóre gatunki Torulopsis wytwarzają pseudostrzępki, a szczepy niektórych gatunków wykazują zmienne tworzenie pseudostrzępek.
Rozróżnienie prawdziwych strzępek, pseudostrzępek i form pośrednich może być trudne. W 1951 r. Wickerham zastosował trzy kryteria do rozpoznawania typów strzępek. Oparł je na obserwacjach komórek końcowych włókienek. Po pierwsze, prawdziwe strzępki zwykle mają refrakcyjne, proste przegrody, które można ogólnie odróżnić od krawędzi wakuoli po ich większej grubości i refrakcji. Przewężenie w przegrodzie jest niewielkie lub nie występuje wcale. Komórki końcowe są znacznie dłuższe niż komórki bezpośrednio je poprzedzające. Po drugie, pseudostrzępki nie mają dostrzegalnych przegród, a końce komórek interkalacyjnych są zakrzywione i nierefrakcyjne. Zwykle występują wyraźne przewężenia w miejscach łączenia się komórek. Komórka końcowa jest z reguły krótsza lub prawie tak długa jak sąsiednia komórka. Rzadko można znaleźć pseudostrzępkę, w której komórka końcowa jest wyraźnie dłuższa niż sąsiednia komórka. Po trzecie, tylko niewielka część komórek jest rozdzielona przegrodami w formach pośrednich.